# Armijska grupa Tersztyánszky
Armijska grupa Tersztyánszky (njem. Armeegruppe Tersztyánszky) je bila vojna formacija austrougarske vojske u Prvom svjetskom ratu. Tijekom Prvog svjetskog rata djelovala je na Balkanskom bojištu.

## Povijest
Armijska grupa Tersztyánszky formirana je 27. svibnja 1915. godine, nakon što je većina austrougarskih jedinica koje su se nalazile na Balkanskom bojištu, zbog ulaska Italije u rat na strani Antante, upućena na Talijansko bojište. Zapovjednikom armijske grupe imenovan je general konjice Karl Tersztyánszky, dotadašnji zapovjednik IV. korpusa. U sastav armijske grupe ušle su 59. pješačka divizija, te 61. pješačka divizija, kao i jedinice Okruga Banat i Okruga Srijem.
Tijekom postojanja jedinice armijske grupe nisu sudjelovale nekim značajnijim ratnim operacijama. Armijska grupa Tersztyánszky rasformirana je 8. rujna 1915. godine kada su njezine jedinice ušle u sastav novoformirane 3. armije.

## Zapovjednici
Karl Tersztyánszky (27. svibnja 1915. – 8. rujna 1915) 

## Vojni raspored Armijske grupe Tersztyánszky
Zapovjednik: general konjice Karl Tersztyánszky

- 59. pješačka divizija (podmrš. Šnjarić)
  - 9. gorska brigada (genboj. Hrozny)
  - 18. gorska brigada (genboj. Škvor)

- 61. pješačka divizija (podmrš. Winkler)
  - 10. gorska brigada (genboj. Droffa)
  - 16. honvedska gorska brigada (genboj. Breit)Karl Tersztyanszky, zapovjednik Armijske grupe Tersztyánszky

- Okrug Banat (podmrš. Hess)
  - Odsjek Pancsova (puk. Szabo)
  - Odsjek Homokos (genboj. Mrazek)
  - Odsjek Ungarisch Weisskirchen (potpuk. Sagai)
  - Odsjek Berszaszka (puk. Minnach)
  - Odsjek Orsova (puk. Franzl)

- Okrug Srijem (podmrš. A. Tamasy)
  - Odsjek Grk (puk. Hodula)
  - Odsjek Mitrovica (puk. Ybl)
  - Odsjek Nikinci (puk. Guha)
  - Odsjek Aršanja (podmrš. Jozsa)
  - Odsjek Surčin (genboj. Fülöpp)

## Vanjske poveznice
(eng.) Armijska grupa Tersztyánszky na stranici Austrianphilately.com  Arhivirana inačica izvorne stranice od 7. listopada 2014. (Wayback Machine)

(eng.) Armijska grupa Tersztyánszky na stranici Austro-Hungarian-Army.co.uk

(češ.) Armijska grupa Tersztyánszky na stranici Valka.cz